# بيكار (موسيقى)

علامة بيكار

بيكار (بالفرنسية: Bécarre)‏ هي رمز في التدوين الموسيقي له الشكل (♮) وذلك كإشارة تحويل تقوم بإلغاء كل إشارات التحويل السابقة، بحيث يتم الحصول على الحدة الطبيعية للدرجة الموسيقية دون رفع أو خفض.

## اقرأ أيضاً
- خفض (موسيقى)
- رفع (موسيقى)
- تدوين موسيقي